# Adylbek Kasymaliev
Adylbek Aleshovich Kasymaliev (Tyupsky District, 1 de dezembro de 1960) é um político quirguiz, Presidente do Conselho de Ministros do Quirguistão desde 18 de dezembro de 2024.
Anteriormente, serviu como primeiro-vice-presidente do Quirguistão entre 20 de junho de 2022 e 16 e dezembro de 2024. Foi Ministro de Economia e Finanças entre 2 de maio de 2015 e 6 de dezembro de 2018.